# Eois bitaeniata
Eois bitaeniata är en fjärilsart som beskrevs av Louis Beethoven Prout 1910. Eois bitaeniata ingår i släktet Eois och familjen mätare. Inga underarter finns listade i Catalogue of Life.